# Plexaura pinnata
Plexaura pinnata är en korallart som beskrevs av Nutting 1910. Plexaura pinnata ingår i släktet Plexaura och familjen Plexauridae. Inga underarter finns listade i Catalogue of Life.